# Radical 176
Le radical 176, qui signifie le visage, est un des 11 des 214 radicaux chinois répertoriés dans le dictionnaire de Kangxi composés de neuf traits.
Le caractère Unicode de 面 est 9762.

## Caractères avec le radical 176
| nombre de traits          | caractères |
| ------------------------- | ---------- |
| Sans trait supplémentaire | 面 靣      |
| 5 traits supplémentaires  | 靤         |
| 6 traits supplémentaires  | 靥         |
| 7 traits supplémentaires  | 靦         |
| 12 traits supplémentaires | 靧         |
| 14 traits supplémentaires | 靨         |